# Elliot Fletcher
Elliot Fletcher (Los Angeles, 30 giugno 1996) è un attore statunitense.

## Biografia
Fletcher è nato il 30 giugno 1996 a Los Angeles, in California. È uno dei due figli nati da John DeMita e Julia Fletcher, entrambi doppiatore. Ha un fratello maggiore, Conner DeMita.
Fletcher è un uomo trans.

## Filmografia

### Attore

#### Cinema
- Disclosure (Disclosure: Trans Lives on Screen), regia di Sam Feder (2020)[5]

#### Televisione
- Faking It - Più che amiche (Faking It) – serie TV, 5 episodi (2016)
- The Fosters – serie TV, 24 episodi (2016-2018)
- Shameless – serie TV, 18 episodi (2016-2018)
- Marvel's Runaways – serie TV, episodio 3x06 (2019)
- Tell Me Your Secrets – serie TV, 8 episodi (2021)
- Y - L'ultimo uomo (Y: The Last Man) – serie TV, 10 episodi (2021)[6]
- The Sex Lives of College Girls – serie TV, episodio 2x09 (2022)